# Teste de Jobe
Teste de Jobe é uma manobra usada no exame físico para detectar força do manguito rotador, principalmente do tendão supraespinhoso ombro.
O paciente mantém o braço em 90 graus de abdução e 30 graus de flexão, e então faz uma rotação interna completa do ombro. O fisioterapeuta
tenta realizar uma adução do braço enquanto o paciente resiste.